# اريك فيرغسون
اريك فيرغسون (بالإنجليزية: Eric Ferguson)‏ (12 فبراير 1965 في المملكة المتحدة - ) هو لاعب كرة قدم بريطاني في مركز الهجوم. لعب مع دونفرملين أثلتيك وريث روفرز ونادي رينجرز ونادي ساوثهامبتون ونادي كاودينبيث لكرة القدم ونادي كلايدبانك ‏.

## وصلات خارجية
- اريك فيرغسون على موقع قاعدة بيانات كرة القدم.إي يو (الإنجليزية)